# Trichaeta biplagata
Trichaeta biplagata là một loài bướm đêm thuộc phân họ Arctiinae, họ Erebidae.